# Maria Leontina da Costa
Maria Leontina Franco de la Costa (São Paulo, 22 de julio de 1917 — Río de Janeiro, 6 de julio de 1984) fue una pintora, grabadora, dibujante, vitralista y azulejista brasileña, cuyo nombre es una referencia importante dentro de la pintura moderna brasileña.
En 1942 frecuentó el taller de Waldemar de la Costa y estableció contactos con artistas como Clóvis Graciano y Lothar Charoux, entre otros. En 1947 conoció al pintor Milton Dacosta, y se casaron. La unión duró 37 años, hasta la muerte de Maria Leontina. Milton Dacosta murió cuatro años después.
En 1952, gracias a una bolsa de estudios concedida por el gobierno francés, fue para Francia junto con su marido, y allí permanecieron por dos años. Participó en diversas bienales de São Paulo, varias exposiciones en Brasil y en otros países, en donde realizaba exposiciones individuales prácticamente todos los años.
En la década de 1950 y principios de 1960, pasó por el cubismo sintético y por el constructivismo.